# 지하의 아이 지상의 아이

#### 글 김정민
'지하의 아이 지상의 아이'로 서울 문화 재단 지원을 '담을 넘은 아이'로 제25회 비룡소 황금도깨비상을 받았다.

#### 그림 조성흠
그림을 그린 책은 '거울옷을 입은 아이들', '마법의 나날들', '잃어버린 일기장', '어느날 사라진', '이제 돌고래는 자유야' 등이 있다.

### 차례(7~194)
1. 검은 바람 7
2. 파란 하늘 18
3. 사라진 그림 28
4. 아리엘 28
5. 지하의 아이 지상의 아이 48
6. 만나서 다행이야 59
7. 다시 만나 68
8. 지하세계 76
9. 해랑 92
10. 친구가 될수 없어 101
11. 사라진 아리엘 113
12. 어디에 있니 124
13. 거기 있을 거야 137
14. 아리엘이 여기 있어 145
15. 나 때문이야 158
16. 싱크홀 174
17. 새로운 바람 186

### 이곳의 배경, 시간 공간
2050년대 대한민국 지상, 지하의 공간 서울.

## 이 책의 인물 소개.
- 새봄이 - 순수하고 폐가 건강하다. 형편이 안 좋지만 지원을 받아서 공기가 맑은 학교를 다닌다. 그림을 그리는 것을 좋아한다. 아리엘의 친구이다.
- 아리엘 - 지하에서 온 아이이다. 온몸에 털이 나 있고 해랑이, 새봄이의 친구이다. 어른스러운 면을 많이 보인다.
- 해랑이 - 긍정적인 마인드를 가지고 있고, 웃음이 떠나지 않는다. 순수한 친구이다. 아리엘의 지하의 친구이다.
- 지희 - 착하고 오투 부회장의 딸이여서 부자이다. 하지만 폐가 약해서 친구들에게 자주 놀림을 받는다. 엄마가 없다.
- 윤아 - 아빠가 오투에서 일하신다. 아빠를 자랑하는 것을 자주 하고 성질이 나빠서 새봄이를 9구역인 아이라고 한다.

## 줄거리, 미세먼지 해결책 등등
이곳은 공기가 아주 나쁜 지상, 공기가 맑고 평화로운 지하로 나누어져 있다. 지상에는 새봄이가 지하에서는 아리엘이, 서로서로 만나게 되면서 친구가 된다. 이 둘은 서로 미세먼지를 줄이고 지상의 공기를 파랗게 만들려고 서로 노력을 한다. 지희가 폐 이식을 한다는 소식을 들은 둘은 호기심에 지희 집으로 가게 되고 위험에 처하지만 잘 해결해 내서 점점 좋은 곳으로 만들게 되었다.
1. 쓰레기는 일회용품 재활용하려고 노력하기
2. 기부하기 중고물품은 가족에게 나누어주기
3. 맑은 공기를 만들려고 청정기 이용하기

먹으면 미세먼지를 줄일 수 있는 좋은 음식들!
1. 물
2. 다시마, 미역
3. 도라지
4. 미나리
5. 녹차
6. 고등어
7. 마늘
8. 배